# Aérodrome de Kandi
L'aérodrome de Kandi (code IATA : KDC • code OACI : DBBK) est un aérodrome à usage public, situé près de Kandi, dans le département de l'Alibori, au nord-est du Bénin.

## Situation
'
| \| 20 km1:1 857 000 \| Bembèrèkè Cana Cotonou-Cadjehoun Djougou Kandi Natitingou Parakou Porga Savè |
| 20 km1:1 857 000                                                                                    |

Carte statique des aéroports du Bénin.Carte dynamique des aéroports du Bénin.